# 彼得·斯内尔
彼得·乔治·斯内尔爵士 KNZM OBE（1938年12月17日—2019年12月12日），新西兰男子中跑运动员。他曾获得1960年羅馬奧運男子800米金牌及1964年東京奧運男子800米和1500米兩塊金牌。他是從1920年以來唯一一個在單屆奧運會上一人獨攬這兩個項目金牌的運動員。
斯內爾1938年12月17日出生紐西蘭塔拉納基區的奧普納基。他少年時主攻網球，19歲時才被著名田徑教練阿瑟·利迪亞德發現並隨即改練田徑。
2000年斯內爾被評選為20世紀紐西蘭體育冠軍，2001年他被封為爵士並榮膺紐西蘭勳章，2012年他入选國際田徑聯合會的名人堂。
2019年12月12日病逝，享年80歲。